# Jan Wojciechowski (major)
Jan Wojciechowski (ur. 21 stycznia 1895 w Białym Kamieniu, zm. 1940) – major piechoty Wojska Polskiego.

## Życiorys
Urodził się w Białym Kamieniu, w ówczesnym powiecie złoczowskim Królestwo Galicji i Lodomerii, w rodzinie Andrzeja i Domiceli.
Do Wojska Polskiego został przyjęty z byłej armii austro-węgierskiej. Służył w 38 Pułk Piechoty w Przemyślu. Latem 1921 był przydzielony z 38 pp do Centrum Wyszkolenia Dowództwa Okręgu Generalnego Lwów. 3 maja 1922 został zweryfikowany w stopniu porucznika ze starszeństwem z 1 czerwca 1919 i 914. lokatą w korpusie oficerów piechoty, a 1 grudnia 1924 został mianowany kapitanem ze starszeństwem z 15 sierpnia 1924 i 403. lokatą w korpusie oficerów piechoty. W latach 1928–1933 pełnił służbę w Szkole Podchorążych Piechoty w Ostrowi Mazowieckiej. W roku szkolnym 1928/29 zajmował stanowisko oficera broni, a w roku szkolnym 1929/30 był instruktorem broni maszynowej. We wrześniu 1933 został przeniesiony do 60 Pułku Piechoty w Ostrowie Wielkopolskim. 4 lutego 1934 został mianowany majorem ze starszeństwem z 1 stycznia 1934 i 15. lokatą w korpusie oficerów piechoty. W kwietniu tego roku został wyznaczony w 60 pp na stanowisko dowódcy batalionu. Po 1935 został przeniesiony do Korpusu Ochrony Pogranicza. W marcu 1939 pełnił służbę w Batalionie KOP „Dederkały” na stanowisku dowódcy batalionu.
W czasie kampanii wrześniowej dowodził III batalionem rezerwowego 98 Pułku Piechoty. Na jego czele walczył w bitwie pod Jaworowem. W nocy z 15 na 16 września 1939 został ranny w czasie walki o Nowosiółki.
Jego grób symboliczny znajduje się na Cmentarzu Salwatorskim w Krakowie, sektor SC10-14-9.

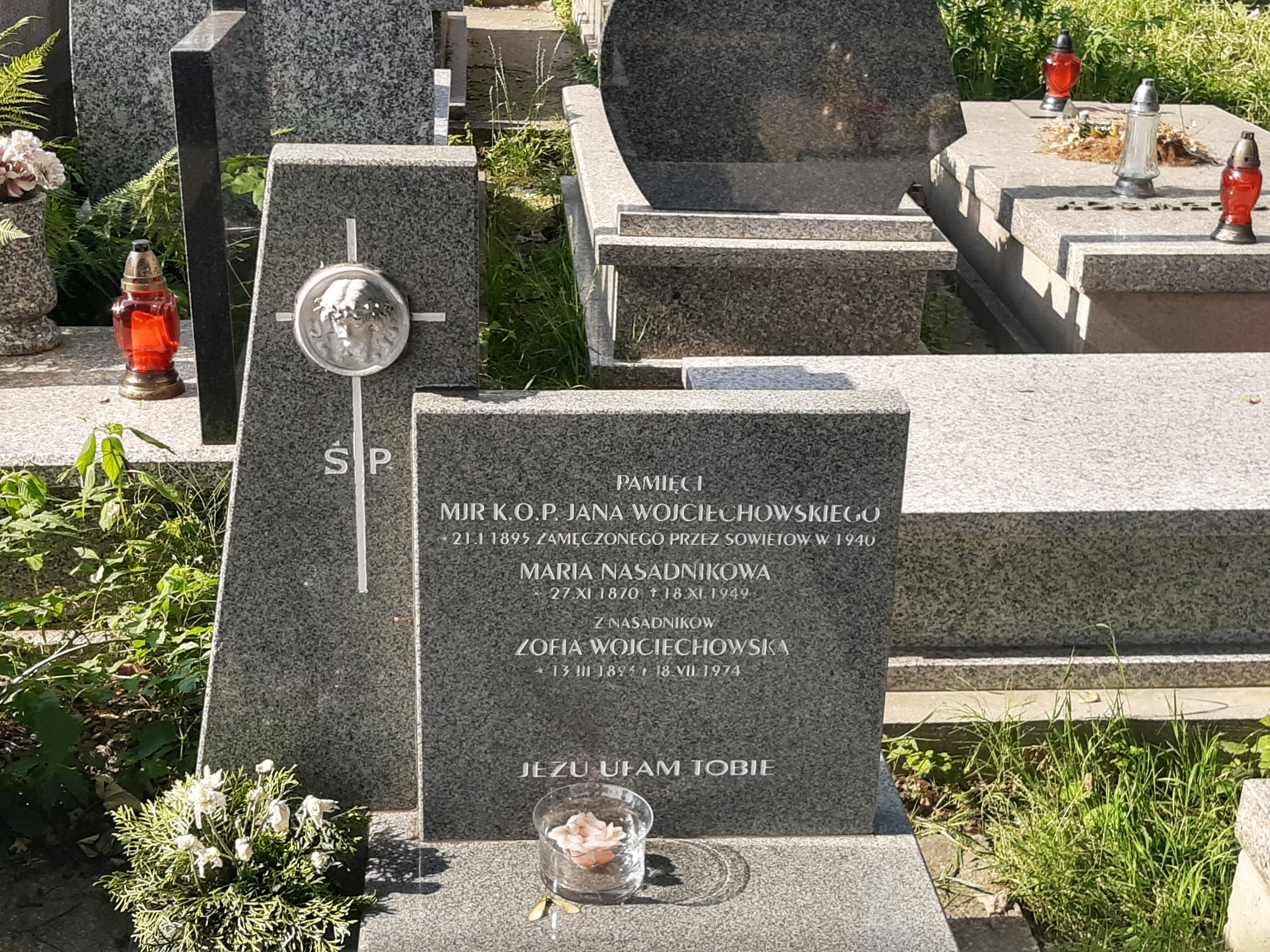
Grób symboliczny mjra Jana Wojciechowskiego

## Ordery i odznaczenia
- Krzyż Walecznych (dwukrotnie)[16]
- Złoty Krzyż Zasługi (19 marca 1936)[17][2]